# Renate Matthei

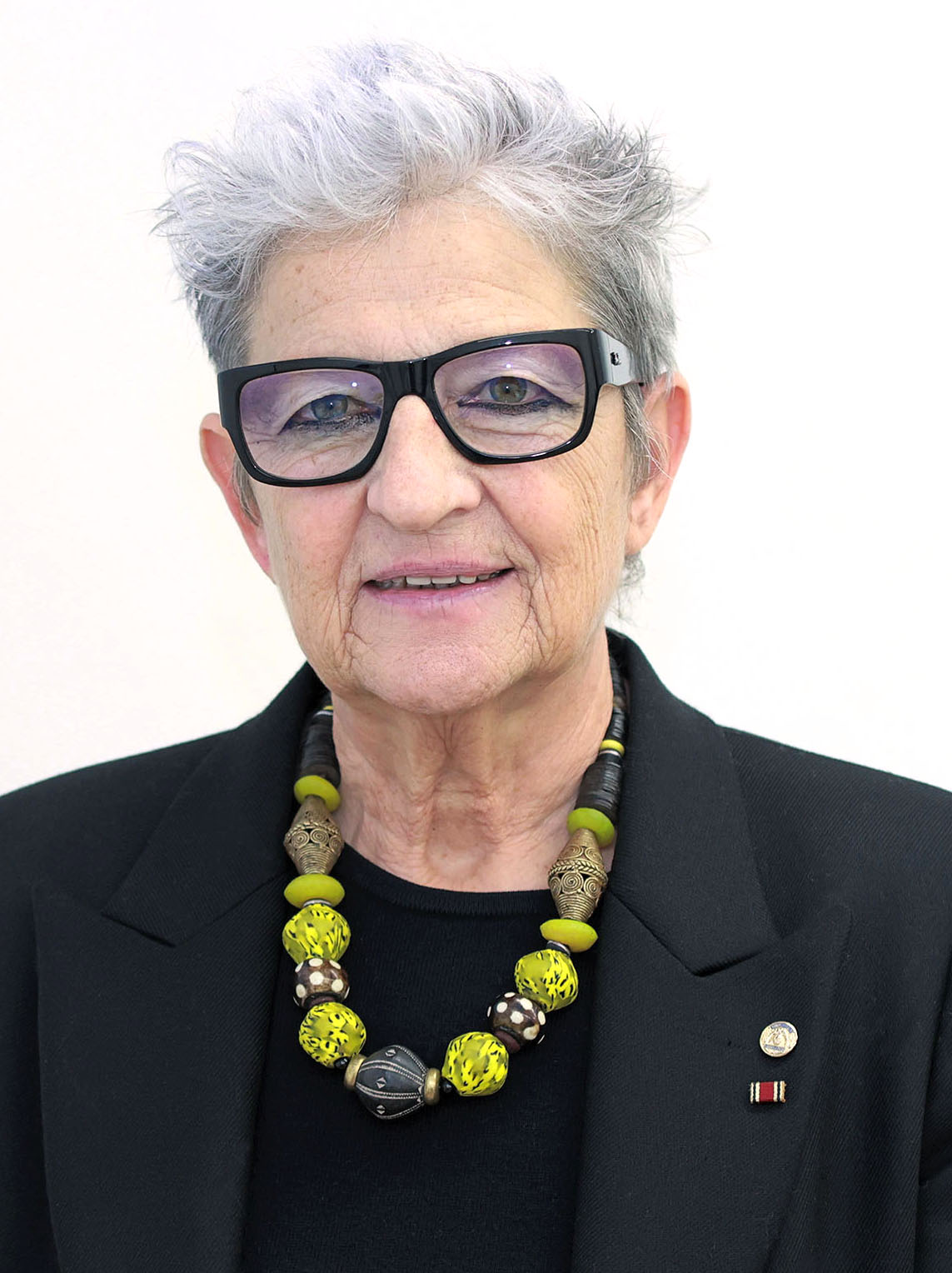
Renate Matthei, 2023

Renate Matthei (* 1954 in Kassel) ist eine deutsche Musikverlegerin. Matthei ist Gründerin des Furore Verlags, der sich seit 1986 exklusiv der Musik von Komponistinnen widmet.

## Werdegang
Renate Mattheis Vater war in der Verlagsbranche tätig. Sie studierte Betriebswirtschaft und war zunächst als Gesellschafterin in einer Firma für die Entwicklung von Informations- und Leitsystemen für Großbauten tätig. 1986 gründete Matthei in Kassel den Furore Verlag, den weltweit einzigen Musikverlag, der sich ausschließlich der Veröffentlichung von Noten und Büchern von und über Komponistinnen widmet und CDs mit Aufnahmen ihrer Werke auf seinem Label Salto Records International vertreibt. In ihrem Verlagsprogramm finden sich mehr als 2.000 Werke von 170 musikschaffenden Frauen aus Europa, Amerika, Asien und Australien mit Werken aus verschiedenen Epochen von der Musik der Renaissance bis zur zeitgenössischen Musik.
Darüber hinaus ist sie Gründungsgesellschafterin des Euregioverlags, seit 2005 Geschäftsführerin des Merseburger Verlags und seit 2007 Hauptgeschäftsführerin des Pan Verlags Basel/Kassel. Auch in diesen Verlagen fördert sie Komponisten und Autoren und bemüht sich um musikalische Traditionen sowie um Kunst und Kultur.
Von 1992 bis 2013 war sie Mitglied im Vorstand des Internationalen Arbeitskreises Frau und Musik (von 2009 bis 2013 Vorsitzende des Vorstandes). 1990 war sie Mitbegründerin des Kasseler Kultur Forums und gehört seither dem Vorstand des Vereins an. Sie ist Initiatorin und Organisatorin des Kasseler Kultursalons und Mitbegründerin des Kasseler Bücherherbstes und des Vereins artisan zur Förderung von Kunst und Kultur in Rothenditmold und Nord-Holland e.V. sowie Mitglied der Gesellschaft der Freunde der Musikakademie Kassel e.V.

## Ehrungen
- 1994: Kulturförderpreis der Stadt Kassel
- 1996: Förderpreis der Dr. Wolfgang Zippel-Stiftung
- 1999: Paul-Dierichs-Preis
- 2012: Verdienstkreuz am Bande der Bundesrepublik Deutschland[3]
- 2015: Soroptimist International Deutschland Förderpreis
- 2018: Aufmüpfige Frau des Jahres[2][3]
- 2021: Ehrenmitgliedschaft des Deutschen Musikrats[4]